# Пересичений розчин
Пересичений розчин (рос. раствор пересыщенный; англ. oversaturated (supersaturated) solution; нім. übersättigte Lösung f) — розчин, в якому концентрація певної речовини перевищує рівноважну концентрацію (розчинність) цієї речовини. Пересичений розчин речовини, розчинність якої зменшується зі зниженням температури, отримують охолодженням її насиченого розчину; звідси синонімічна назва пересиченого розчину — переохолоджений. Пересичений розчин з точки зору термодинаміки знаходиться в метастабільному стані. Зазвичай невеликого зовнішнього впливу, як-от струшування, перемішування, подальше охолодження чи додавання кристалу речовини, за якою є пересичення, достатньо для руйнування пересиченого стану з бурхливим виділенням цієї речовини в окрему фазу.
Ступінь пересичення розчину кількісно можна визначати коефіцієнтом пересичення kп:
{\displaystyle k_{\text{п}}={\frac {c}{c_{\text{н}}}}}, 
де с — концентрація речовини в пересиченому розчині; сн — концентрація тієї самої речовини в насиченому розчині.